# Глайхен, Хелена
Хелена Эмили Глайхен (англ. Helena Emily Gleichen, 1 февраля 1873, Лондон — 28 января 1947 год) — английская художница. Главными мотивами её творчества были пейзажи, цветы и животные, с особой страстью она относилась к лошадям.
Хелена Глайхен происходила из знатной семьи. Её старший брат лорд Эдвард Глайхен (1863–1937) был профессиональным военным, также написавшим несколько книг. Её старшая сестра Феодора Глайхен (1861–1922) была скульптором. Все они были детьми графа Виктора Глайхена (или принца Виктора Гогенлоэ-Лангенбургского), приходившегося родственником королеве Виктории, который сам был скульптором и морским офицером, и его жены Лауры Вильямины Сеймур, дочери адмирала Джорджа Сеймура.
15 декабря 1885 года «Court Circular» объявил о разрешении королевы для матери Елены присвоить ей дворянский титул её мужа при Сент-Джеймсском дворе, и в дальнейшем родители Хелены были известны как их светлость принц и принцесса Виктор Гогенлоэ-Лангенбургские. Но королева не распространила эту привилегию на их детей, хотя и подтвердила использование их немецких титулов графа и графини. 12 июня 1913 года Хелена и ее сёстры, графини Феодора и Вальда Глайхены, получили преимущество перед дочерьми герцогов в пэрстве Англии .
Хелена Глайхен создавала иллюстрации по мотивам Британской экспедиции в Тибет в 1904 году. Во время Первой мировой войны она отказалась от своих немецких титулов, согласившись на понижение до ранга дочери маркиза, и возглавила 4-й радиографическое британское отделение Красного Креста, располагавшееся на Вилле Дзукко в итальянском Кормонсе. Позднее она была удостоена итальянской бронзовой медали «За воинскую доблесть», была представлена в качестве Дамы благодати госпитальерами, а также получила орден Британской империи в 1920 году. Хелена Глайхен была членом Королевского общества древностей.
Хелена Глайхен работала на прежней студии своего отца в Сент-Джеймсском дворце напротив дворца Фрайари. Семейным домом для Глайхенов было поместье в Муч-Маркле в Херефордшире, служившее во время Второй мировой войны местом безопасного хранения произведений искусства из Галереи Тейт.
Она умерла в 1947 году, за три дня до её 74-летия. Ее мемуары Контакты и контрасты (англ. Contacts and Contrasts) были опубликованы в 1940 году. Мемориальная доска, посвящённая ей и её братьям и сёстрам, находится в лондонском районе Голдерс-Грин.